# Veliki Slatnik
Veliki Slatnik je naselje u slovenskoj Općini Novom Mestu. Veliki Slatnik se nalazi u pokrajini Dolenjskoj i statističkoj regiji Jugoistočnoj Sloveniji. 

## Stanovništvo
Prema popisu stanovništva iz 2002. godine naselje je imalo 127 stanovnika.